# El deseo de oír tu voz
El deseo de oír tu voz es el título del cuarto álbum de estudio grabado por el cantautor mexicano Cristian Castro. Fue lanzado al mercado por la empresa discográfica Fonovisa el 23 de enero de 1996 y es el último álbum para dicha disquera. El álbum El deseo de oír tu voz fue producido por Daniel Freiberg.

## Antecedentes
Se lanzaron los temas Cómo nube en el viento y Morelia, tema principal de la telenovela mexicana de la cadena Televisa y en colaboración de Star Television Productions Morelia (1995-1996), bajo la producción de los peruanos José Enrique Crousillat y Malú Crousillat, protagonizada por Alpha Acosta y Arturo Peniche. [cita requerida]

## Promoción
Dos sencillos de este álbum alcanzaron el puesto número 1 las listas Billboard Hot Latin Tracks y Billboard Latin Pop Airplay son: Amor y Amarte a tí. [cita requerida]

## Lista de canciones
| El deseo de oír tu voz |                             |                                                         |          |  |
| N.º                    | Título                      | Escritor(es)                                            | Duración |  |
| 1.                     | «Amarte a ti»               | Daniel Freiberg · Walter Arenzon                        | 3:27     |  |
| 2.                     | «Esperándote»               | A.B. Quintanilla · Ricky Vela                           | 4:13     |  |
| 3.                     | «Dame un beso»              | Walter Arenzon                                          | 4:42     |  |
| 4.                     | «Una y mil veces»           | Donato Póveda                                           | 5:25     |  |
| 5.                     | «Solo tú»                   | Donato Póveda                                           | 4:26     |  |
| 6.                     | «Cómo nube en el viento»    | Donato Póveda                                           | 3:20     |  |
| 7.                     | «El deseo de oír tu voz»    | Allan Rich · Jud Friedman Adapt: al español: Mari Luret | 3:31     |  |
| 8.                     | «Amor»                      | Cristian Castro                                         | 5:00     |  |
| 9.                     | «No puedo arrancarte de mi» | Marco Antonio Jiménez Contreras                         | 4:01     |  |
| 10.                    | «Así es el calor»           | Andrés Calamaro · G. Herrera                            | 3:28     |  |
| 11.                    | «Ódiame»                    | Rafael Otero                                            | 2:48     |  |
| 12.                    | «Morelia»                   | Jorge Avendaño Lührs                                    | 4:30     |  |
| 43:49                  |                             |                                                         |          |  |

## Posicionamiento en listas
| Listas (1996)                                   | Mejor posición |
| ----------------------------------------------- | -------------- |
| U.S. Heatseekers[cita requerida]                | 21             |
| U.S. Billboard Latin Pop Albums[cita requerida] | 3              |
| U.S. Billboard Top Latin Albums[cita requerida] | 4              |